# Mastotermitidae
Mastotermitidae es una familia de termitas con una sola especie viviente, Mastotermes darwiniensis que se encuentra en Australia. Los géneros restantes son fósiles.

## Fósiles
Hay varios taxones fósiles en la familia, incluyendo el género Mastotermes. La familia parece haber tenido una distribución mundial hasta hace unos pocos millones de años cuando muchos de esos taxones se extinguieron por razones desconocidas.
Géneros en Mastotermitidae:
- Anisotermes Zhao et al Ámbar de Burma, Myanmar, Cenomaniano
- Blattotermes Riek (Eoceno-Oligoceno de Francia, USA y Australia)
- Garmitermes Engel, Grimaldi, & Krishna Ámbar de Burma, Eoceno
- Idanotermes Engel Ámbar del Báltico, Eoceno
- Khanitermes Engel, Grimaldi, & Krishna Formación de Shar-Tolgoy, formación de Dzun-Bain, Mongolia, Aptiano
- Mastotermes Froggatt (Cretáceo a reciente de Europa, América central y Australia)
- Miotermes Rosen (Mioceno de Croacia, Alemania y Francia)
- Spargotermes Emerson (Mioceno-Plioceno de Brasil)
- Valditermes Jarzembowski Formación de Weald Clay, Inglaterra, Hauteriviano